# Jimmy Jump
Jaume Marquet i Cot (Sabadell, 14 de març de 1976), més conegut com a Jimmy Jump, és un personatge català conegut per les seves irrupcions en esdeveniments esportius i de masses. Alguns dels seus últims i més coneguts assalts els ha dut a terme durant l'actuació de Daniel Diges a Eurovisió representant a Televisió Espanyola o a la final de la Copa del Món de Futbol de 2010.

## Actuacions

### Futbol
El 4 de juliol del 2004, durant la final de l'Eurocopa entre Grècia i Portugal, va llençar una bandera del FC Barcelona al capità portuguès, Luís Figo, el qual havia abandonat el Barcelona per fitxar pel Reial Madrid el 2000.
També va saltar al terreny de joc en un partit de lliga entre el Barcelona i el Real Madrid el 19 de novembre del 2005.
A la semifinal del 2006 de la Lliga de Campions de la UEFA entre el Vila-real CF i l'Arsenal FC, va córrer a la pista just abans que comencés la segona meitat. En el terreny de joc, va llançar una samarreta del FC Barcelona al davanter de l'Arsenal Thierry Henry, amb el nom de Henry i el número 14. El 25 de juny de 2007 Henry va fitxar pel Barça.
A la final de la Champions League del 2007 entre el Milan i el Liverpool FC, Jimmy Jump va córrer pel camp amb una bandera grega, però aquest fet no va ser mostrat per les càmeres de televisió. L'agost del mateix any, després que Messi marqués un gol al Bayern, Jimmy Jump va posar-li una barretina al cap.
També va aparèixer l'any 2008, a la semifinal de l'Eurocopa entre Alemanya i Turquia. Aquest cop portava una bandera del Tibet i una samarreta amb la inscripció «Tibet is not China».
Jimmy Jump també va saltar al terreny de joc durant un partit de la lliga espanyola entre el Barcelona i el Racing de Santander. Va ser agafat per Samuel Eto'o.
L'11 de juliol de 2010, salta a l'estadi Soccer City de Johannesburg, minuts abans de començar la final de la Copa del Món de Futbol de 2010 entre la Selecció de futbol d'Espanya i Holanda amb l'objectiu de posar una barretina al trofeu del Mundial. És reduït per 7 homes just abans d'aconseguir posar el barret a sobre del trofeu i només va poder aconseguir tocar el trofeu.

### Fórmula 1
Va córrer per la pista durant el Gran Premi d'Espanya al Circuit de Catalunya l'any 2004. Més tard del fet, Jimmy Jump es va penedir i també es va disculpar d'haver-se colat ja que podia haver causat un greu accident. Va ser l'unic cop que Jimmy Jump es va penedir d'haver-se colat.

### Rugbi
Va entrar al camp durant la segona part de la final del campionat del món de rugbi del 2007, entre Anglaterra i Sud-àfrica.

### Waterpolo
Va aparèixer durant la final de la Copa del Rei celebrada a les instal·lacions del CN Sant Andreu, en la qual jugava CN Sabadell (club del que Jimmy Jump és membre) amb el CN Barceloneta, saltant a la piscina pocs segons després de l'inici del 3r quart.

### Tennis
Durant la final masculina de l'Open francès del 2009 es va acostar a Roger Federer i va intentar posar-li una barretina. Va ser castigat amb 12 mesos de presó per aquest acte.

### Eurovisió
Al Festival de la Cançó d'Eurovisió 2010 celebrat a Noruega, va irrompre a l'escenari durant l'actuació de Daniel Diges representant Espanya, portant una barretina i una samarreta promocional de la seva pàgina web, i simulant participar en la coreografia durant uns segons. Immediatament va ser perseguit, arrestat i traslladat a la comissaria de Sandvika. Va passar la nit detingut i va ser alliberat l'endemà després de pagar una multa de 15.000 corones noruegues (1.880 euros). El cantant i els ballarins espanyols van continuar la seva actuació amb total normalitat durant la irrupció de Jimmy, però tot i això Svante Stockselius, supervisor executiu del Festival, els va oferir tornar a actuar en acabar les intervencions de tots els països.
L'incident va ser reflectit per nombrosos mitjans de premsa espanyols i noruecs, els quals van criticar l'organització per la fallada de seguretat que va poder ser vista a tot Europa i van indicar que l'incident es podia haver evitat, ja que pels fòrums d'eurofans i les fotos a Facebook del mateix Jimmy Jump se sabia de la seva presència a Oslo i de les seves intencions. La companyia radiotelevisiva organitzadora, NRK, va assegurar no tenir coneixement d'això. Jimmy va manifestar l'endemà a la premsa el seu orgull per la seva acció, que va dedicar a Michael Jackson, i va indicar que no té res personal contra Eurovisió.

### Premis Goya
El 13 de febrer de 2011, durant els XXV Premis Goya, Jimmy Jump va saltar a l'escenari just abans que el Goya al millor actor fos entregat a Javier Bardem. Abans que l'atrapessin les forces de seguretat, Jimmy Jump va poder dir algunes paraules amb el micròfon i va poder cobrir l'estatueta amb una barretina.

### Vídeos
- (castellà) "Eurovisión 2010 - El espontáneo Jimmy Jump sabotea a Diges ", Televisión Española. (YouTube.com) 29.05.2010
- (castellà) Resum de vídeos de les diferents actuacions d'en Jimmy Jump. (YouTube.com)